# Stefan Brykt
Stefan Brykt (* 4. Juli 1964 in Mora) ist ein ehemaliger schwedischer Radrennfahrer und nationaler Meister im Radsport.

## Sportliche Laufbahn
Brykt war Teilnehmer der Olympischen Sommerspiele 1984 in Los Angeles. Im olympischen Straßenrennen wurde er beim Sieg von Alexi Grewal 32. des Rennens.
Viermal (1984, 1985, 1987 und 1988) wurde er nationaler Meister im Mannschaftszeitfahren. 1981 holte er bei den UCI-Straßen-Weltmeisterschaften der Junioren die Bronzemedaille im Mannschaftszeitfahren. 1983 startete er bei seiner ersten größeren Landesrundfahrt und belegte auf Anhieb den zweiten Rang im Milk Race hinter dem Sieger Matt Eaton. Er gewann das Solleröloppet in jener Saison. Ein Jahr später wurde er erneut Zweiter hinter Oleh Tschuschda und gewann die Bergwertung des Etappenrennens. Die Tour de la Province de Luxembourg gewann er mit zwei Etappensiegen. 1985 gewann er einige Rennen in Italien, so die Tour de la Vallée d’Aoste mit einem Etappensieg, die Trofeo Banca Popolare di Vicenza und den Gran Premio Palio del Recioto.
Im September 1985 wurde er Berufsfahrer im Radsportteam Sammontana–Bianchi. In der Saison 1985 platzierte er sich auf dem 7. Rang der Tour de Suisse und gewann einen Tagesabschnitt im Rennen Coors Classic. 1987 startete er für das Team Gewiss-Bianchi und wurde Zweiter im Giro della Provincia di Reggio Calabria hinter Tony Rominger. Im Giro d’Italia 1987 schied er ebenso aus wie in der Vuelta a España des Jahres.